# Diglena macrodonta
Diglena macrodonta is een raderdiertjessoort uit de familie Notommatidae. De wetenschappelijke naam van deze soort is voor het eerst geldig gepubliceerd in 1859 door Schmarda.